# James Dunbar
James Ralph "Jim" Dunbar (ur. 17 lipca 1930 w Crawfordsville, zm. 14 maja 2018 w The Woodlands) – amerykański wioślarz i wojskowy, złoty medalista olimpijski.
Wystąpił na igrzyskach olimpijskich w Helsinkach w 1952 roku, gdzie osada USA w składzie: Frank Shakespeare, William Fields, James Dunbar, Richard Murphy, Robert Detweiler, Henry Proctor, Wayne Frye, Edward Stevens i Charles Manring (sternik) zdobyła złoty medal w ósemkach. W finale o 5,3 sekundy pokonali osadę ZSRR, a o 7,2 sekundy wyprzedzili Australijczyków. Był to jego jedyny start olimpijski.
Kształcił się na United States Naval Academy, następnie wstąpił do United States Air Force. Brał udział w wojnie wietnamskiej, latając myśliwcem Republic F-105 Thunderchief. Odznaczony Zaszczytnym Krzyżem Lotniczym.  Ze służby odszedł w stopniu pułkownika. 